# SpongeBob SquarePants: Legend of the Lost Spatula
Bob Esponja: La leyenda de la espátula perdida (SpongeBob SquarePants: Legend of the Lost Spatula) es un videojuego basado en la serie de televisión Bob Esponja. Es el primer juego con Bob Esponja como personaje principal y se lanzó para Game Boy Color en 2001.

## Historia
El juego sigue a Bob Esponja en su búsqueda de una llave perdida enterrada en la Laguna Pegajosa. Si Bob encuentra la llave, podrá recuperar la espátula dorada y convertirse en el mejor cocinero del mar.
- Datos: Q7578979